# 叶立润
叶立润（1935年—2019年1月12日），中国工程师、企业家。上海人。

## 生平
生于上海，籍贯浙江镇海，与叶澄衷同族。地产巨子叶立培之兄。
早年毕业于北京大学物理系（今北京大学物理学院），曾留校任教。后成为清华大学物理系讲师。是中国共产党党员。
1965年9月，成为中华人民共和国国防科学技术工业委员会属下某研究院研究员，后任所长。1995年，退休。
1999年7月，出任仲盛虹桥房地产开发有限公司董事长。现任天宸公司第三届董事会董事长、法人代表。
2002年，叶立润周月华夫妇位列中国首100富豪第12位。2003年，名列中国400富人榜第388位。